# 西恩·奥唐
西恩·奥唐（英語：Tion Otang，？—），男，基里巴斯政治人物，曾任基里巴斯代理总统。